# Liblice u Českého Brodu
Liblice (deutsch Liblitz) ist ein Ortsteil der Stadt Český Brod im Okres Kolín in Tschechien. Er liegt 33 km östlich von Prag und hat ungefähr 700 Einwohner.

## Geschichte
1991 hatte der Ort 693 Einwohner. Im Jahre 2001 bestand das Dorf aus 217 Wohnhäusern, in denen 698 Menschen lebten.

## Sehenswürdigkeiten

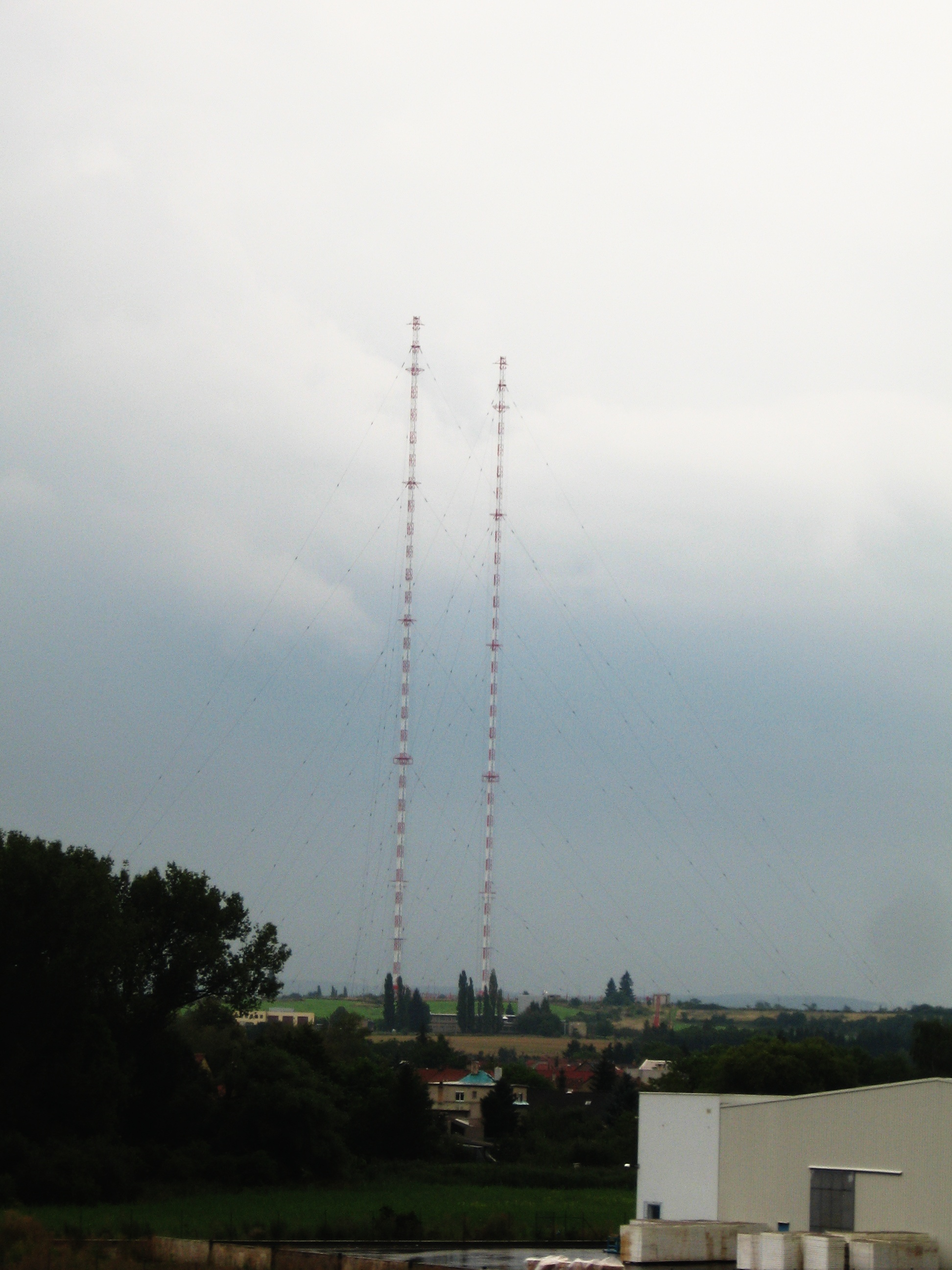
Die beiden Sendemasten von RKS Liblice 2 aus großer Entfernung

In Liblice befindet sich eine Sendeanlage für Mittelwellenrundfunk. Ihre beiden 355 Meter hohen Stahlfachwerkmasten sind die höchsten Bauwerke Tschechiens.